# 陳柏陽
陳 柏陽（ちん はくよう、チェン・ボーヤン、英語: Chen Boyang、2000年5月6日 - ）は、中華人民共和国の男子バドミントン選手。

## 経歴
ジュニア時代はGuo Ruohanとペアを組む。
2022年からは、4歳年下の劉毅と新たにペアを組む。>同年、ベトナム・インターナショナルとマレーシア・インターナショナルで優勝。
2023年、瑞昌マスターズで優勝。4月のオルレアン・マスターズでは、決勝で第3シードのムハマド・ショヒブル・フィクリ / バガス・マウラナを破って優勝。予選からの出場で優勝し、BWFワールドツアータイトル初獲得となった。
2025年のマレーシア・オープンで準優勝。